# 일본의 고령화

2000년대에 들어서면서 일본의 인구구조는 지속적인 저출산, 기대수명의 증가 등의 요인으로 고령화 현상이 심화되고 있으며, 2020년 기준 65세 이상 노인 비율이 28.8%에 달해 전 세계에서 고령화가 많이 진행되었다.

## 특징
| 연도 | 비율(%) |
| ---- | ------- |
| 1950 | 4.9     |
| 1955 | 5.2     |
| 1960 | 5.6     |
| 1965 | 6.2     |
| 1970 | 6.9     |
| 1975 | 7.7     |
| 1980 | 8.9     |
| 1985 | 10.1    |
| 1990 | 11.9    |
| 1995 | 14.3    |
| 2000 | 17.0    |
| 2005 | 19.7    |
| 2010 | 22.5    |
| 2015 | 26.0    |
| 2020 | 28.4    |

1888~2019 일본의 인구피라미드 변화.

일본은 2019년 기준 65세 이상 노인 인구가 전체 인구의 28%에 달해, 이탈리아 23.0%, 포르투갈 22.4%, 독일 21.6% 등 다른 유럽 국가들보다 고령화가 훨씬 많이 진행된 국가지만, 이들 국가들과의 출산율 추이는 비슷하거나 오히려 일본보다도 낮다. 2020년 기준 일본의 출산율은 1.34명으로, 이탈리아 1.24명, 포르투갈 1.40명, 독일 1.54명과 큰 차이가 없었다. 그럼에도 불구하고 노인 비율이 더 빠르게 증가하는 이유에는, 외국인 비율이 2.09%에 불과하는 등 비교적 낮은 이민 수용, 84.3세에 달하는 기대수명 등 비교적 높은 수명이 원인으로 꼽힌다.

## 원인
다른 국가들과 마찬가지로 고령화의 원인으로는 대표적으로 낮은 출산율, 높은 기대수명 증가 등이 꼽힌다.

### 저출산
| 연도 | 합계출산율 |
| ---- | ---------- |
| 1950 | 3.65       |
| 1960 | 2.00       |
| 1970 | 2.13       |
| 1980 | 1.75       |
| 1990 | 1.54       |
| 2000 | 1.36       |
| 2010 | 1.39       |
| 2020 | 1.34       |

일본의 출생아 수, 합계출산율 추이.

일본은 1974년부터 현재까지 인구유지가 가능한 대체출산율 2.1명을 밑돌고 있으며, 출생아 수도 줄곧 감소해 2016년 처음으로 100만 명을 밑돌았다. 일본의 출산율은 2005년 1.26명으로 최저치를 기록함과 동시에 자연감소가 발생하게 되었다.

### 기대수명의 증가
2020년 12월 WHO에 따르면, 일본의 기대수명은 84.3세로 전 세계 어떤 국가들보다도 높다.

## 향후 전망
| 연도 | 비율(%) |
| ---- | ------- |
| 2020 | 28.4    |
| 2030 | 30.9    |
| 2040 | 35.2    |
| 2050 | 37.7    |
| 2060 | 38.3    |
| 2070 | 37.9    |
| 2080 | 37.9    |
| 2090 | 37.5    |
| 2100 | 37.3    |

2019년 유엔의 중위 추계에 따르면, 일본의 노인 비율은 계속 증가해 2060년 38%에 달할 것으로 나타났으며, 2045년까지는 노인 비율이 가장 높지만, 2050년에는 한국에 추월될 것으로 예측되었다.
한국 통계청과 일본 내각부의 집계를 비교 분석한 결과, 한국은 낮은 출산율로 2045년 일본을 제치고 전 세계에서 노인 비율이 가장 높을 전망이다.

## 대책

### 남성의 육아휴직
기혼 남성의 경우 출산일 기준 1년 이내에 최대 1년까지 육아휴직이 가능하나 2019년 남성의 육아휴직 취득률은, 취득률 83%인 여성에 비해 현저히 낮은 7.5%에 그친다.
이에 일본 정부는 남성이 더욱 적극적으로 육아에 참여할 수 있도록 2021년 6월 개정된 육아·개호법을 발표했다. 육아휴직과 별도로 남성의 출산휴가를 최대 4주까지 적용하고 휴가 신청은 출산 4주 전에서 2주 전으로 단축, 2022년 4월부터는 남자직원에게 육아휴직 사용 여부 확인을 의무화하는 등의 내용을 포함하고 있다.

### 출산장려제도
일본 정부는 저출산 문제를 해결하기 위해 2025년을 목표로 육아시책의 지침이 되는 제4차 ‘저출산 사회대책 대강’을 2020년 5월에 발표했다. 구체적인 내용은 아래와 같다.
| 주요 내용 | 2025년 목표 수치(일부) |
| ㅇ 임신, 출산에 관한 경제적 지원 확충 ㅇ 불임치료 관련 의료보험 등 비용부담 경감 ㅇ 아동수당의 지원 대상 확대 ㅇ 육아휴직 분할 취득 검토 및 남성의 육아휴직 취득 적극 추진 ㅇ 고용안정을 위한 정규직화 지원 ㅇ ICT·AI를 활용한 결혼·육아 지원 | ㅇ 첫째 자녀 출산 전후 여성의 계속취업률 70%(2015년 53.1%) ㅇ 남성의 육아휴직 취득률 30%(2019년 7.5%) ㅇ 보육시설 대기 아동 수 해소(2019년 1만 6772명) |

일본 정부 및 자치 단체 등에서는 출산·육아에 대한 경제적인 부담을 줄이기 위해 다양한 제도를 마련하고 있다.
| 종류                                    | 내용 | 지원 금액 |
| 임산부 검진 지원                        | 임산부 정기검진 시 발생하는 비용 지원(14회 분) | 각 지자체에 따라 상이 |
| 출산·육아 일시금 (가족출산·육아 일시금) | 임신 4개월 이후 출산(사산·유산 포함)에 대해 의료보험에서 출산·육아 일시금 또는 가족출산·육아 일시금 지급                                                | 산과의료보상제도 가입 분만기관에서 출산 시 1인당 42만 엔(기타 병원 40만 4000엔)                                                                                           |
| 출산 수당                               | 건강보험 가입자가 출산을 이유로 휴직해 회사로부터 보수를 받지 못하는 경우 출산 수당 지급                                                                | 출산 42일 전~출산 후 56일까지 월급 기준 일급의 2/3(보수가 있는 경우에도 회사에서 받는 금액이 2/3 미만인 경우 차액 지급)                                                   |
| 육아휴직 지원금                         | 출산 후 1세까지 육아휴직 수당 지급 - ‘부·모 육아휴직 플러스제도’ 이용 시 자녀가 1세 2개월이 될 때까지 지급(일정 조건 충족 시 최대 2세까지 지급)         | 육아휴직 시작일~180일까지 월급의 67%, 181일 이후 50% 지급 |
| 아동 수당                               | 0~ 15세까지 지급 | ㅇ 3세 미만 15,000엔/월 ㅇ 3세~초등학생: 첫째·둘째 10,000엔/월, 셋째부터 15,000엔/월 ㅇ 중학생 10,000엔/월 · 부부의 소득이 연 960만 엔 이상인 경우 1인당 5,000엔으로 제한 |
| 기타                                    | ㅇ 출산 및 육아 휴직기간 중 건강보험이나 후생연금보험료 면제 ㅇ 출산 전후 일정 기간 중 국민연금보험료 면제 ㅇ 한부모 가정에 아동부양수당 지급(18세까지) | ㅇ 출산 및 육아 휴직기간 중 건강보험이나 후생연금보험료 면제 ㅇ 출산 전후 일정 기간 중 국민연금보험료 면제 ㅇ 한부모 가정에 아동부양수당 지급(18세까지)                   |

임산부 모두에게 공통된 지원금은 임산부 정기검진 보조금과 출산·육아 일시금이며, 직장인의 경우 출산 수당과 육아휴직 수당을 추가로 받을 수 있다.
도쿄는 코로나19로 인한 경제적인 문제로 출산을 고민 중인 가정을 위해 ‘도쿄 출산 응원 사업’을 시작했다. 이는 2021~2022년도에 출산한 가정이 대상이며, 전용 앱에서 신청한 후 신생아 1인당 10만 엔 상당의 육아용품 또는 육아지원서비스를 제공받을 수 있다.

## 같이 보기
- 어린이날 (일본)
- 일본의 인구
- 경로의 날
- 은퇴남편증후군
- 인구순 나라 목록
- 인구 밀도순 나라 목록
- 저출산
- 러시안 크로스